# Vent de boulet
Le vent du boulet désigne la différence existante entre le diamètre du projectile et le calibre de l'âme du canon. Par exemple, dans le système Gribeauval, une pièce de 4 livres avait une âme de 84 millimètres de diamètre alors que le boulet en mesurait 82. Cette différence permettait au boulet qui est plus ou moins rond, de 'rouler' sur toute la longueur de l'âme sans se bloquer jusqu'à la sortie du tube.
Avec l'évolution de l'artillerie, le vent du boulet est devenu plus petit. La standardisation des calibres, une plus grande régularité de la taille ou de la fonte des boulets, ainsi que l'alésage des tubes a permis de réduire de plus d'un centimètre à quelques millimètres cette différence. Les projectiles profitèrent ainsi d'une vitesse initiale accrue, les gaz de combustion de la poudre s'échappant en moindre quantité par cet espace. Le vent du boulet disparaitra avec l'introduction des canons à âmes rayées.

## Ne pas confondre avec
Le vent du boulet peut parfois être confondu avec l'expression similaire « sentir le vent du boulet » qui signifie dans son acception première qu'un boulet de canon a frôlé la personne. De là, une seconde acception désignait le trouble de stress post-traumatique. De nos jours, cela exprime désormais plutôt l'exposition à un risque qui aurait pu mal tourner.